# La polvere della morte
La polvere della morte (The Dust of Death) è un racconto giallo di fantascienza di Isaac Asimov pubblicato per la prima volta nel 1957 nel numero di gennaio della rivista Venture Science Fiction.
Successivamente è stato incluso nell'antologia Misteri. I racconti gialli di Isaac Asimov (Asimov's Mysteries) del 1968.
È stato pubblicato in italiano per la prima volta nel 1967 col titolo Polvere di morte.

## Storia editoriale
Asimov pensava di fare de La polvere della morte il quarto racconto della serie del detective-scienziato Wendell Urth ma, dato che il racconto doveva uscire su Venture invece che su The Magazine of Fantasy and Science Fiction come tutte le storie su Urth, decise di sostituire il protagonista con l'agente H. Seton Davenport, presente nelle prime due storie di Wendell Urth. Mentre preparava il racconto per la pubblicazione in Asimov's Mysteries considerò di reiserire Urth ma, come ammise egli stesso, "l'inerzia trionfò su tutto il resto".

## Trama
Il Grande Llewes (com'è conosciuto dappertutto) è un chimico organico che guida l'azienda di successo Central Organic Laboratories col pugno di ferro e una certa tendenza a prendersi il merito del lavoro dei suoi impiegati. Gli impiegati della Central Organic passano parecchio tempo a fantasticare su come uccidere Llewes, finché uno di loro decide di farlo davvero. Edmund Farley ha appena avviato, in sei mesi di lavoro, un impianto chimico nell'atmosfera a base di idrogeno/metano di Titano, e ora Llewes si sta prendendo il merito anche di questo lavoro.
Il “Giorno dello Spazio”, l'anniversario del primo volo spaziale riuscito, Farley entra furtivamente nella stanza atmosferica di Llewes e riveste di polvere di platino l'interno dell'ugello di una bombola di gas compresso. Dopo avere agito sulla bombola sbagliata, quella di ossigeno, manomette quella giusta, che contiene idrogeno. Il mattino dopo, Llewes rimane ucciso in un'esplosione.
Durante un'ispezione dei resti della stanza atmosferica con H. Seton Davenport del Terrestrial Bureau of Investigation, un collega di Farley, Jim Gorham, si convince che l'esplosione non può essere stata un incidente: Llewes era troppo attento alla sicurezza. Davenport nota che la bombola di idrogeno compresso giace vuota sul pavimento e chiede a Gorham se ci sia un modo di provocare l'esplosione dell'idrogeno. Gorham gli conferma che esistono diversi catalizzatori in grado di farlo e il primo è il platino polverizzato. I due analizzano gli ugelli delle bombole e trovano presenza di platino in quelli delle bombole di idrogeno e di ossigeno. Gorham è sconcertato dal ritrovamento, perché non si sa spiegare il ritrovamento del platino in entrambe le bombole. Ragionando su questo dettaglio, Gorham riesce a capire chi può essere l'assassino e a farlo arrestare da Davenport.

## Ambientazione
In linea con le teorie astronomiche in voga all'epoca, Asimov descrive l'atmosfera di Titano come composta da idrogeno e metano. Successivamente, le osservazioni delle sonde Voyager e Cassini hanno stabilito che, per la maggior parte, l'atmosfera di Titano è costituita da azoto.